# 黃家傑
黃家杰（？—？），江西省臨江府新淦縣人，清朝及中华民国政治人物、進士出身。

## 生平
光緒十六年（1890年），参加光緒庚寅科殿試，登進士二甲50名。同年五月，改翰林院庶吉士。光緒十八年五月，散館，著以知县即用。